# (72506) 2001 DV69
(72506) 2001 DV69 – planetoida z pasa głównego asteroid okrążająca Słońce w ciągu 3,79 lat w średniej odległości 2,43 j.a. Została odkryta 19 lutego 2001 roku w programie LINEAR.